# Graeme Bell
Graeme Emerson Bell AO MBE (7. září 1914 Richmond, Victoria, Austrálie – 13. června 2012 Sydney, Nový Jižní Wales, Austrálie) byl australský jazzový klavírista, skladatel a kapelník. V roce 1978 získal Řád britského impéria a v roce 1990 řád Order of Australia. V roce 1997 byl uveden do ARIA Hall of Fame.